# Donatella Palermo

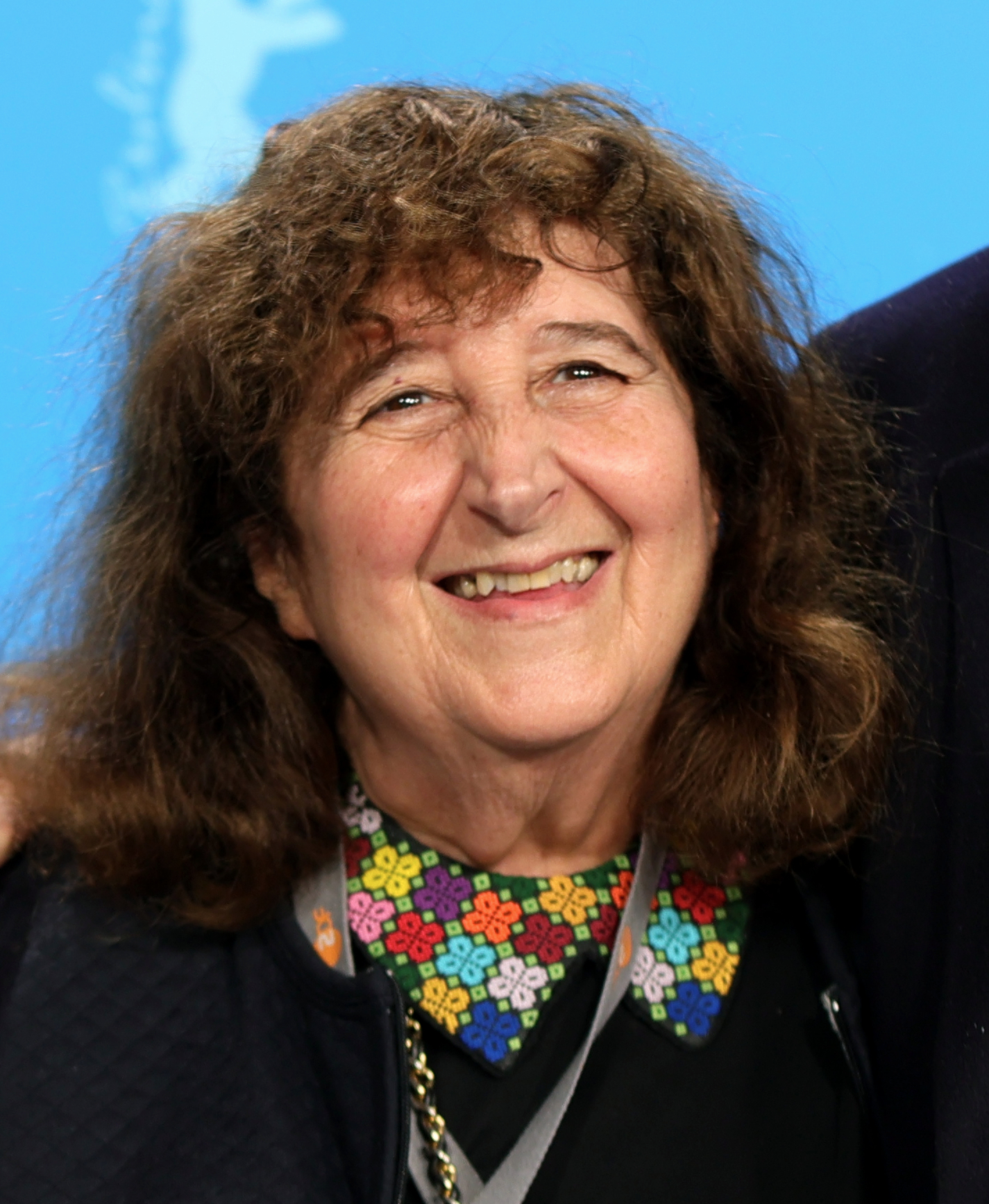
Donatella Palermo (2022)

Donatella Palermo é uma produtora cinematográfica italiana. Como reconhecimento, foi nomeada ao Oscar 2017 na categoria de Melhor Documentário em Longa-metragem por Fuocoammare.